# Eremochelis
Eremochelis är ett släkte av spindeldjur. Eremochelis ingår i familjen Eremobatidae.

## Dottertaxa tillEremochelis, i alfabetisk ordning[1]
- Eremochelis acrilobatus
- Eremochelis albaventralis
- Eremochelis andreasana
- Eremochelis arcus
- Eremochelis bechteli
- Eremochelis bidepressus
- Eremochelis bilobatus
- Eremochelis branchi
- Eremochelis cochiseae
- Eremochelis coloradensis
- Eremochelis cuyamacanus
- Eremochelis flavus
- Eremochelis flexacus
- Eremochelis fuscellus
- Eremochelis gertschi
- Eremochelis giboi
- Eremochelis imperialis
- Eremochelis insignatus
- Eremochelis iviei
- Eremochelis kastoni
- Eremochelis kerni
- Eremochelis lagunensis
- Eremochelis larreae
- Eremochelis macswaini
- Eremochelis malkini
- Eremochelis medialis
- Eremochelis morrisi
- Eremochelis noonani
- Eremochelis nudus
- Eremochelis oregonensis
- Eremochelis plicatus
- Eremochelis rossi
- Eremochelis rothi
- Eremochelis saltoni
- Eremochelis sonorae
- Eremochelis striodorsalis
- Eremochelis tanneri
- Eremochelis truncus
- Eremochelis undulus